# Придаточные корни

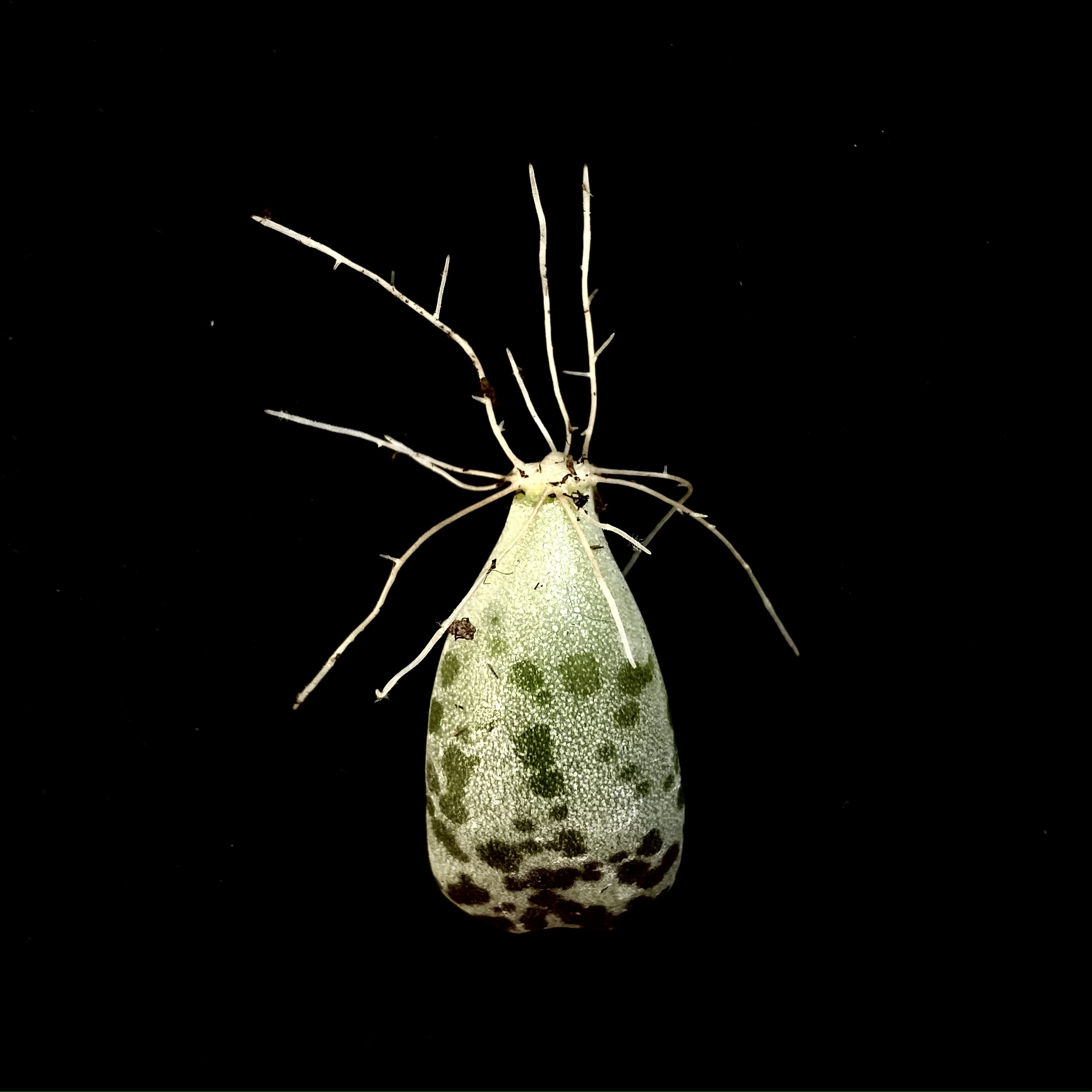
Придаточные корни Adromischus cooperi

Придаточные корни (лат. radices adventivae) — корни, отходящие от стебля или, реже, от листьев.
У однодольных растений, кроме зародышевого корешка зародыша, при прорастании сразу развиваются из основания стебля придаточные корни. У многих двудольных многолетних трав после того, как образовалось корневище, клубень или луковица и отмер первичный главный корень, также имеются только придаточные корни. Отходящие от воздушных стеблей придаточные корни обычно появляются около основания листьев.